# سنگ‌نوشته خشایارشا در ترکیه
۳۸°۳۰′۸″ شمالی ۴۳°۲۰′۲۴″ شرقی / ۳۸٫۵۰۲۲۲°شمالی ۴۳٫۳۴۰۰۰°شرقی
سنگ‌نوشتهٔ خشایارشا در نزدیکی دریاچه وان ترکیه، بر فراز صخره‌ای و در ارتفاع ۲۰ متری از سطح زمین و در نزدیکی یک قلعه واقع شده‌است. این کتیبه در اصل توسط داریوش بزرگ آماده‌سازی شده‌است اما به دلائلی تکمیل نشده و خالی رها شده‌است، اما خشایارشا پسر داریوش بزرگ، در دوران زمامداری خود آن را تکمیل کرده و به یادگار گذاشته‌است. این کتیبه ۲۷ سطر و ۳ ستون دارد و از چپ به راست و به سه زبان پارسی باستان، اکدی و عیلامی نوشته شده‌است.

## اکتشاف

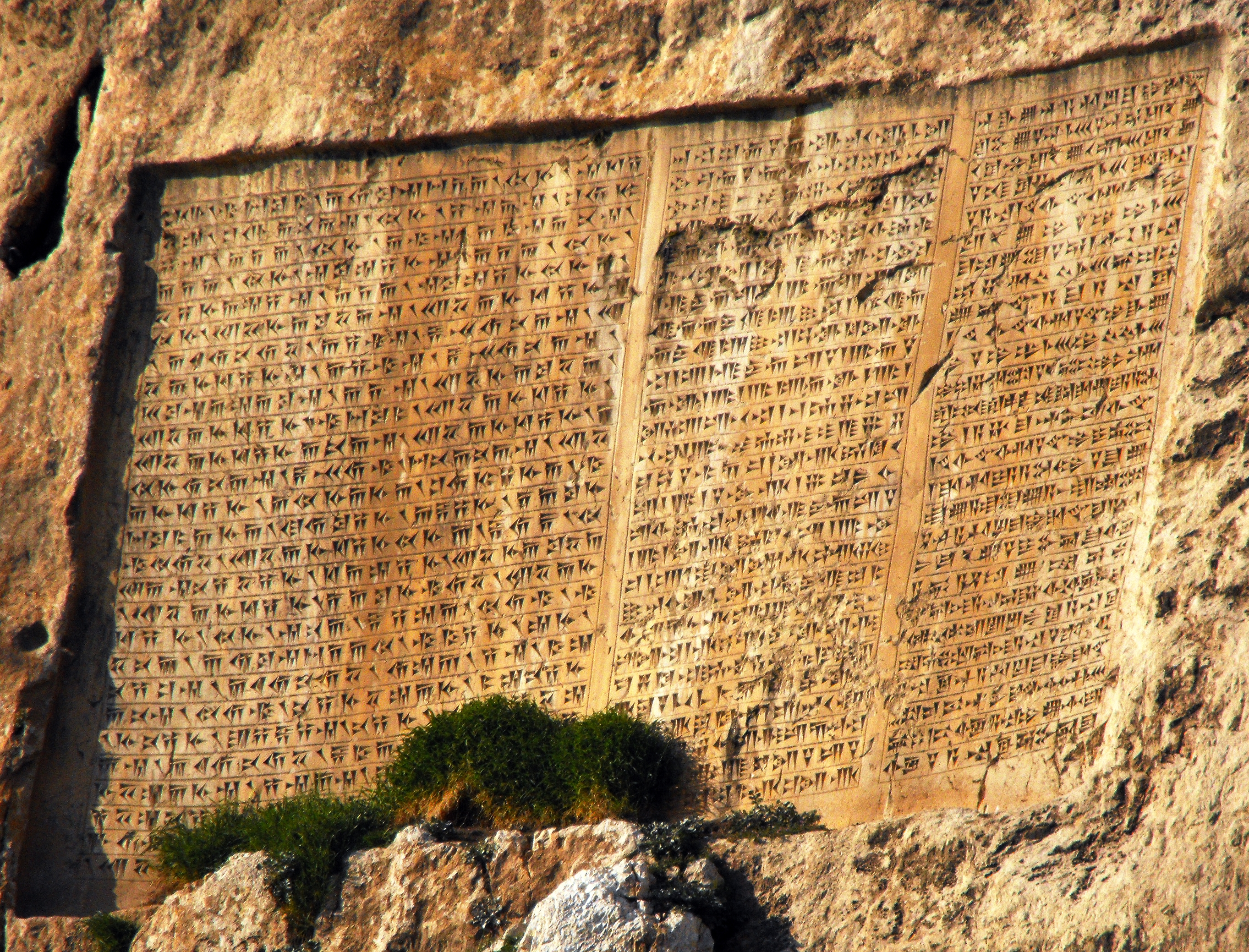
زاویه دیگر

تقریباً ۱۰۰ سال پیش (سال ۱۲۸۶ خورشیدی) طرحی از روی این کتیبه آماده شده بود که متخصصان زبان‌های باستانی از روی این طرح اقدام به خواندن و ترجمهٔ این کتیبه کرده بودند. نخستین بار رونالد گراب کِنت (زبان‌شناس) در سال ۱۹۰۸ (میلادی) این کتیبه را خوانده و ترجمه کرده بود. اما همان‌طور که گفته شد همه دانشمندان تا پیش از تلاش زوج جهانگرد ایرانی، از جایگاه دقیق این کتیبه بی‌اطلاع بودند و هیچ عکسی هم از این کتیبه در دسترس نبوده‌است. نتیجه سفر زوج ایرانی بازیابی موضع دقیق کتیبه خشایارشا در دریاچه وان و تهیه عکس و فیلم کامل از این کتیبه بود.
| ۱  | /                                                                     |
| ۲  | /                                                                     |
| ۳  | 𐎠 · 𐎭 · 𐎠 · 𐏃 · 𐎹 · 𐎠 · 𐎺 · 𐎶 · 𐎠 · 𐎿 · 𐎶 · 𐎠 · 𐎴 · 𐎶                 |
| ۴  | 𐎠 · 𐎭 · 𐎠 · 𐏃 · 𐎹 · 𐎶 · 𐎼 · 𐎫 · 𐎡 · 𐎹 · 𐎶 · 𐎠 · 𐎭 · 𐎠 · 𐏃 · 𐎹         |
| ۵  | 𐏁 · 𐎡 · 𐎹 · 𐎠 · 𐎫 · 𐎡 · 𐎶 · 𐎠 · 𐎭 · 𐎠 · 𐎶 · 𐎼 · 𐎫 · 𐎡 · 𐎹 · 𐏃 · 𐎹 · 𐎠 |
| ۶  | 𐏃 · 𐎹 · 𐎧 · 𐏁 · 𐎹 · 𐎠 · 𐎼 · 𐏁 · 𐎠 · 𐎶 · 𐎧 · 𐏁 · 𐎠 · 𐎹 · 𐎰 · 𐎡 · 𐎹 · 𐎶 |
| ۷  | /                                                                     |
| ۸  | 𐎠 · 𐎡 · 𐎺 · 𐎶 · 𐎱 · 𐎽 · 𐎢 · 𐎴 · 𐎠 · 𐎶                                 |
| ۹  | 𐎳 · 𐎼 · 𐎶 · 𐎠 · 𐎫 · 𐎠 · 𐎼 · 𐎶 · 𐎠 · 𐎭 · 𐎶 · 𐎧 · 𐏁 · 𐎹 · 𐎠 · 𐎼 · 𐏁 · 𐎠 |
| ۱۰ | 𐎧 · 𐏁 · 𐎠 · 𐎹 · 𐎰 · 𐎡 · 𐎹 · 𐎺 · 𐏀 · 𐎼 · 𐎣 · 𐎧 · 𐏁 · 𐎠 · 𐎹 · 𐎰 · 𐎡 · 𐎹 |
| ۱۱ | /                                                                     |
| ۱۲ | /                                                                     |
| ۱۳ | /                                                                     |
| ۱۴ | /                                                                     |
| ۱۵ | /                                                                     |
| ۱۶ | 𐎰 · 𐎠 · 𐎫 · 𐎡 · 𐎹 · 𐎧 · 𐏁 · 𐎹 · 𐎠 · 𐎼 · 𐏁 · 𐎠                         |
| ۱۷ | /                                                                     |
| ۱۸ | /                                                                     |
| ۱۹ | 𐎠 · 𐎢 · 𐎼 · 𐎶 · 𐏀 · 𐎭 · 𐎠 · 𐏃 · 𐎺 · 𐎿 · 𐎡 · 𐎹 · 𐎫 · 𐎹                 |
| ۲۰ | /                                                                     |
| ۲۱ | 𐏃 · 𐎢 · 𐎺 · 𐎴 · 𐎡 · 𐎹 · 𐏁 · 𐎫 · 𐎠 · 𐎹 · 𐎣 · 𐎫 · 𐎴 · 𐎡 · 𐎹             |
| ۲۲ | /                                                                     |
| ۲۳ | /                                                                     |
| ۲۴ | /                                                                     |
| ۲۵ | /                                                                     |
| ۲۶ | [ /                                                                   |
| ۲۷ | 𐎧 · 𐏁 · 𐏂 · 𐎶 · 𐎢 · 𐎫 · 𐎠 · 𐎫 · 𐎹 · 𐎶 · 𐎡 · 𐎹 · 𐎣 · 𐎼 · 𐎫 · 𐎶         |

خشایارشا در کتیبه آورده‌است:

اهورامزدا خداییست بزرگ، بزرگترین خدایان

که زمین را آفرید

که آسمان را آفرید

که مردم را آفرید

که شادی را برای مردم آفرید

که خشایارشا را شاه کرد

یگانه فرمانروای بسیاری

من خشایارشا، شاه بزرگ، شاه شاهان

شاه مردمان بسیار

شاه در این زمین دور و پهناور

پسر داریوش شاه هخامنشی

گوید خشایارشا: داریوش شاه که پدرم بود، به خواست اهورامزدا بناهای زیبایی ساخت و او دستور داد این کتیبه کنده شود.

اما نوشته‌ای در آن کنده نشد

پس از آن من دستور دادم این نوشته کنده شود.

باشد که اهورامزدا و خدایان دیگر مرا نگاه دارند، شهریاری مرا، و آنچه که من ساخته‌ام.